# Luca Brunetti
Luca Brunetti (Cecina, 10 novembre 1964) è un allenatore di calcio ed ex calciatore italiano, di ruolo difensore.

## Carriera

### Giocatore

Brunetti al Taranto sul finire degli anni ottanta

Fece diciottenne il suo esordio in Serie A il 13 marzo 1983 a Cesena in Cesena-Sampdoria (0-2).
Da ricordare nella carriera di Brunetti le stagioni trascorse in riva allo Jonio, quando vestiva la casacca rossoblù del Taranto in serie cadetta, dove fu anche capitano della squadra. Il 12 gennaio 1992 si rese protagonista di un fatto singolare: durante la partita del campionato 1991-92, Pescara-Taranto, segnò una rete con un tiro scagliato dai 75 metri di distanza.
Chiusa la lunga parentesi tarantina, si trasferì al Brescia, col quale ha disputato tre campionati, due di Serie A e uno di Serie B, facendo il suo esordio con le rondinelle, il 6 settembre 1992 a Napoli in Napoli-Brescia (0-0). Con la maglia bresciana segnò anche la sua prima rete in massima serie, durante la 33ª giornata del campionato 1992-93, in Milan-Brescia 1-1.

### Allenatore
Una volta terminata la carriera da calciatore, Brunetti diventò allenatore, guidando soprattutto formazioni giovanili, come quelle di Pisa e Lecce, per poi intraprendere esperienze come osservatore del Padova e successivamente come assistente dell'allenatore toscano Giuseppe Papadopulo.

## Palmarès

### Giocatore

#### Competizioni internazionali
- Coppa Anglo-Italiana: 1

Brescia: 1993-1994

#### Competizioni nazionali
- Campionato italiano Serie C1: 1

Taranto: 1989-1990 (girone B)